# Footwork FA16
O FA16 é o modelo da Footwork na temporada de 1995 da Fórmula 1. Condutores: Gianni Morbidelli, Massimiliano Papis
e Takachiho Inoue.

## Resultados[1]
(legenda) 
| Ano  | Chassi | Motor       | Pneus | N° | Pilotos            | 1   | 2   | 3   | 4   | 5   | 6   | 7   | 8   | 9   | 10  | 11  | 12  | 13  | 14  | 15  | 16  | 17  | Pontos | Posição |  |
| ---- | ------ | ----------- | ----- | -- | ------------------ | --- | --- | --- | --- | --- | --- | --- | --- | --- | --- | --- | --- | --- | --- | --- | --- | --- | ------ | ------- |  |
|      |        |             |       |    |                    |     |     |     |     |     |     |     |     |     |     |     |     |     |     |     |     |     |        |         |  |
|      |        |             |       |    |                    | BRA | ARG | SMR | SPA | MON | CAN | FRA | GBR | GER | HUN | BEL | ITA | POR | EUR | PAC | JPN | AUS |        |         |  |
| 1995 | FA16   | Hart 830 V8 | G     | 9  | Gianni Morbidelli  | Ret | Ret | 13  | 11  | 9   | 6   | 14  |     |     |     |     |     |     |     | Ret | Ret | 3   | 5      | 8°      |  |
| 1995 | FA16   | Hart 830 V8 | G     | 9  | Massimiliano Papis |     |     |     |     |     |     |     | Ret | DNS | Ret | Ret | 7   | DNS | 12  |     |     |     | 5      | 8°      |  |
| 1995 | FA16   | Hart 830 V8 | G     | 10 | Takachiho Inoue    | Ret | Ret | Ret | Ret | Ret | 9   | Ret | Ret | Ret | Ret | 12  | 8   | 15  | DNS | Ret | 12  | Ret | 5      | 8°      |  |